# 252-й гвардійський мотострілецький полк (СРСР)
252-й гвардійський мотострілецький орденів Суворова та Олександра Невського полк (252 гв. МСП, в/ч ???) — формування мотострілецьких військ Радянської армії чисельністю у полк, що існувало у 1942—1992 роках.
У 2016 році, під час російсько-української війни, полк з такими ж регаліями був відтворений у складі Збройних сил Російської Федерації.

## Історія
20 травня 1943 року 1094-й стрілецький полк 325-ї стрілецької дивізії (1-го формування) був переформований на 272-й гвардійський стрілецький полк 90-ї гвардійської стрілецької дивізії.
В 1945 полк переформований на 84-й гвардійський механізований полк (в/ч 15332) 26-ї гвардійської механізованої дивізії.
25 червня 1957 року перейменований на 252-й гвардійський мотострілецький полк (в/ч 15332) у складі 36-ї гвардійської танкової дивізії.
Формування входило до складу 90-ї гвардійської двічі Червонопрапорної танкової дивізії.
На 1990 полк базувався в польському місті Борне-Суліново у складі 6-ї гвардійської мотострілецької дивізії (формування 1985 року). На озброєнні полк мав 40 танків Т-80, 129 БМП (107 БМП-1, 20 БМП-2, 2 БРМ-1К), 18 2С12, 2 БМП-1КШ, 2 ПРП-3, 3 РХМ, Р- 1 ПУ-12, 3 МТП-1, 1 МТ-55А .
Полк розформований під час виведення 6-ї гвардійської мотострілецької дивізії з Польщі.
У 2016 році, під час російсько-української війни, полк з такими ж регаліями був відтворений у складі Збройних сил Російської Федерації.